# Найзаможніші люди України 2010

## Версія ЖурналуForbes[1][2]
У 2010 році п'ятеро українців потрапили до списку мільярдерів світу за міжнародною версією журналу «Forbes». У порівнянні з 2009, їх кількість виросла з чотирьох до п'яти. На 148-му місці — Рінат Ахметов, стан якого за рік майже потроївся та досяг 5.2 мільярдів доларів (у 2009-му — 1.8 мільярдів доларів). Віктор Пінчук зайняв 307-е місце з 3.1 міллардів доларів. Ігор Коломойський посів 488-е місце зі статком у 2.0 мільярдів доларів. Геннадій Боголюбов посів 582-е місце зі статком у 1.7 мільярдів доларів. 828-е місце зайняв Костянтин Жеваго з 1.2 мільярдів доларів.

### Рейтинг Forbes
| №   | Ім'я               | Сфера інтересів             | $ млн у 2010 | $ млн у 2009 | Основні активи, держпосада протягом року |
| 148 | Рінат Ахметов      | металургія, диверсифіковано | 5 200        | 1 800        | ФПГ СКМ, Нардеп від ПР                   |
| 307 | Віктор Пінчук      | металургія, диверсифіковано | 3 100        | 2 600        | ФПГ EastOne                              |
| 488 | Ігор Коломойський  | фінанси, диверсифіковано    | 2 000        | 1 200        | ФПГ Приват                               |
| 582 | Геннадій Боголюбов | фінанси, диверсифіковано    | 1 700        | 1 100        | ФПГ Приват                               |
| 828 | Костянтин Жеваго   | фінанси, диверсифіковано    | 1 200        | -            | ФПГ Фінанси та Кредит                    |

## Версія журналуФокус[5]

### Цікаві факти[6]
- Це вже четвертий рейтинг журналу Фокус. Перший з'явився 2007 року, мав лише 100 найзаможніших українців та до нього тоді включали також іноземців, які володіли значним бізнесом в Україні[7]
- До списку ввійшли 8 мільярдерів та 192 мільйонери в доларовому еквіваленті.
- При цьому велика частина - майже $30 млрд, що дорівнює дохідній частині бюджету України за 2009 рік, - припадає на першу 20-ку списку найбагатших.
- Рейтинг "200 найзаможніших людей України" поповнився 61 новим ім'ям, 7 із яких потрапили в першу півсотню.
- Вперше в рейтингу на 2-ге місце вийшов Ігор Коломойський.
- Віктор Пінчук, втративши одну позицію, посідає 3-тє місце в рейтингу "Фокусу". Він - єдиний у першій десятці, чиї активи втратили в ціні, унаслідок чого статок бізнесмена зменшився на $662 млн.
- Проривом року "Фокус" назвав співвласника "Миронівського хлібопродукту" (ТМ "Наша Ряба") Юрія Косюка, який збільшив капітал у 3 рази за останній рік та перемістився в рейтингу на 9 місце - з 22 позиції минулого року.
- У рейтинг увійшли 6 жінок: Ольга Нечитайло-Риджок (ГК "Баядера"), Філя Жебрівська ("Фармак"), Оксана Єлманова (ГК "FIM"), Ольга Куценко (ГК "Олком"), Алла Ванецьянц (КБ "Південний") та Оксана Кавицька (Helen Marlen Group).
- Співвласник компанії System Capital Management, депутат від Партії регіонів Рінат Ахметов зі статком в 7,520 млрд доларів очолив список найбагатших людей України ТОП-200, складений журналом «Фокус». Станом на березень 2010 року журнал оцінив статок Ахметова в 7,520 млрд доларів, тоді як станом на березень 2009 року стан Ахметова видання оцінило в 3,683 млрд доларів. В світовому списку мільярдерів 2010 року журналу «Forbes», Рінат Ахметов посів 148 місце, але з урахуванням, що його статок становить 5,2 мільярди доларів.[8]

### Методика оцінювання
Оцінювалися тільки видимі активи компаній на підставі офіційних даних, публічної інформації, консультацій з експертами і даних, наданих самими власниками оцінювалися вартість компаній, якими володіє учасник рейтингу, нерухомість, а також доходи / витрати фігурантів рейтингу від реалізації / на покупку активів за звітний період (березень 2009 р. – лютий 2010 р. включно) нерухомість оцінювалася виходячи із середньої ціни за квадратний метр в містах України; при цьому враховувалося її призначення і розташування; якщо у власності учасника рейтингу знаходяться житлові комплекси, оцінювалися тільки реалізовані і здані в експлуатацію об’єкти якщо власність розподілена між членами сім’ї, оцінювалася загальна вартість активів якщо учасники рейтингу належать до однієї групи з розмитою структурою власності, оцінка проводилася виходячи з аналізу прямої участі в ключовому активі групи всі публічні компанії оцінювалися за їх ринковою капіталізацією; оцінка непублічних компаній проводилася порівняльним методом, з використанням компаній-аналогів, акції яких торгуються на фондових біржах Східної Європи та Азії, з урахуванням обсягу продажів, прибутку, власного капіталу для публічних компаній як оцінка бралася їхня капіталізація станом на 15 березня 2010 оцінка зарубіжних активів проводилася тільки при наявності достатньої та достовірної інформації; оцінка будівельних компаній проводилася виходячи з вартості реалізованих об’єктів, що знаходяться в їх власності; банки оцінювалися на підставі власного капіталу з урахуванням якості фінансової установи враховувалися завершені угоди злиття та поглинання; якщо сума угоди не оголошувалася, її оцінка проводилася експертним шляхом. Не оцінювалися активи, що знаходяться в пасивному управлінні, на які право власності чітко не простежується активи компаній, які фактично є торговими будинками в групі і виконують, по суті, посередницьку функцію особисте майно спірну власність або майно, права на яке не можна визначити однозначно.

### Рейтинг 200 найзаможніших Українців
| Місце | Ім'я                                    | Компанія                                                 | Зміна у статках | $ млн у 2010 | $ млн у 2009 |
| 1     | Рінат Ахметов                           | Група СКМ                                                | ▲               | 7 520        | 3 683        |
| 2     | Ігор Коломойський                       | Група «Приват»                                           | ▲               | 2 950        | 2 294        |
| 3     | Віктор Пінчук                           | EastOne LLC                                              | ▼               | 2 860        | 3 522        |
| 4     | Геннадій Боголюбов                      | Група «Приват»                                           | ▲               | 2 740        | 2 168        |
| 5     | Володимир Бойко                         | ММК ім. Ілліча                                           | ▲               | 1 660        | 743,5        |
| 6     | Вадим Новінський                        | «Смарт Холдинг»                                          | ▲               | 1 650        | 671,2        |
| 7     | Костянтин Жеваго                        | Ferrexpo                                                 | ▲               | 1 300        | 969,8        |
| 8     | Костянтин Григоришин                    | «Енергетичний стандарт»                                  | ▲               | 1 100        | 554,5        |
| 9     | Юрій Косюк                              | «Миронівський хлібопродукт»                              | ▲               | 930,0        | 324,5        |
| 10    | Леонід Юрушев                           | Компанія «Ярославів вал»                                 | ▲               | 810,0        | 663,2        |
| 11    | Олександр Шнайдер                       | Midland Group                                            | ▲               | 750,1        | 334,5        |
| 12    | Леонід Байсаров                         | Група «Донецьксталь»                                     | ▲               | 744,6        | 472,2        |
| 13    | Петро Порошенко                         | Концерн «Укрпромінвест»                                  | ▲               | 738,1        | 620,3        |
| 14    | Леонід Черновецький                     | Концерн «Правекс»                                        | ▲               | 675,3        | 645,1        |
| 15    | Едуард Шифрін                           | Midland Group                                            | ▲               | 644,0        | 295,2        |
| 16    | Віталій Гайдук                          | Екс-співвласник корпорації «Індустріальний союз Донбасу» | ▲               | 600,7        | 704,3        |
| 17    | Дмитро Фірташ                           | Group DF                                                 | ▼               | 589,9        | 626,7        |
| 18    | Сергій Тігіпко                          | Група «ТАС»                                              | ▼               | 571,9        | 616,2        |
| 19    | Сергій Тарута                           | «Індустріальний союз Донбасу»                            | ▼               | 532,2        | 673,8        |
| 20    | Олег Мкртчан                            | «Індустріальний союз Донбасу»                            | -               | 507,6        | не включений |
| 21    | Іван Гута                               | Mriya Agro Holding Plc                                   | ▲               | 482,3        | 187,3        |
| 22    | Василь Хмельницький                     | Київенергохолдинг                                        | ▲               | 439,3        | 246,8        |
| 23    | Андрій Іванов                           | ЗАТ «Київська інвестиційна група»                        | ▲               | 401,1        | 225,3        |
| 24    | Віктор Нусенкіс                         | Група «Донецьксталь»                                     | ▲               | 400,9        | 202,4        |
| 24    | Андрій Веревський                       | Холдинг «Кернел Груп»                                    | ▲               | 399,3        | 231,9        |
| 26    | Олександр та Галина Герега              | Мережа будівельних супермаркетів «Епіцентр»              | -               | 395,4        | не включений |
| 27    | Андрій і Сергій Клюєви                  | Корпорація «Укрпідшипник»                                | ▲               | 383,8        | 356,8        |
| 28    | Сергій і Олександр Буряки               | Фінансова Круппа «Брокбізнес»                            | ▲               | 360,2        | 194,9        |
| 29    | Валерій Хорошковський                   | UA Inter Media Group                                     | ▼               | 357,3        | 384,3        |
| 30    | Ігор Дворецький                         | «Запоріжсталь»                                           | ▲               | 356,9        | 61,2         |
| 31    | Віталій Антонов                         | «Галнафтогаз»                                            | ▲               | 353,3        | 334,8        |
| 32    | Олексій Мартинов                        | Група «Приват»                                           | ▲               | 351,2        | 315,3        |
| 33    | Григорій та Ігор Суркіси                | ФК «Динамо»                                              | ▲               | 338,1        | 288,9        |
| 34    | Олександр Ярославський                  | DCH                                                      | ▲               | 324,4        | 172,5        |
| 35    | Федір Шпиг                              | «Молочний альянс»                                        | ▼               | 314,6        | 344,8        |
| 36    | Євген Сігал                             | Комплекс «Агромарс»                                      | ▲               | 314,5        | 163,5        |
| 37    | Георгій Скудар                          | Новокраматорський машзавод                               | ▲               | 295,9        | 120,5        |
| 38    | Антон Пригодський                       | Міжрегіональний промисловий союз                         | ▲               | 287,2        | 121,5        |
| 39    | В'ячеслав Богуслаєв                     | «Мотор Січ»                                              | ▲               | 281,7        | 75,3         |
| 40    | Євген Черняк                            | ЛГЗ «Хортиця»                                            | ▲               | 278,1        | 250,3        |
| 41    | Сергій Кий                              | Концерн «АРС»                                            | ▲               | 274,1        | 214,3        |
| 42    | Олександр Фельдман                      | «АВЕК ХОЛДИНГ»                                           | ▲               | 266,5        | 103,7        |
| 43    | Артур Абдінов                           | «Запоріжсталь»                                           | -               | 264,8        | не включений |
| 44    | Микола Янковський                       | Концерн «Стірол»                                         | ▲               | 259,3        | 83,8         |
| 45    | Борис Колєсніков                        | Група «КОНТІ»                                            | ▲               | 254,2        | 189,7        |
| 46    | Олександр та В'ячеслав Константиновські | Kyiv Donbas Development Group                            | -               | 237,3        | не включений |
| 47    | Олег Бахматюк                           | Агрохолдинг «Авангард»                                   | -               | 232,5        | не включений |
| 48    | Таріел Васадзе                          | УкрАвто                                                  | ▼               | 229,4        | 290,7        |
| 49    | Ольга Нечитайло-Ріджок                  | Група компаній «Баядера»                                 | -               | 229,1        | не включений |
| 50    | Богдан та Андрій Губські                | Концерн «Славутич»                                       | -               | 228,5        | не включений |
| 51    | Олександр Слободян                      | «Оболонь»                                                | ▼               | 220,4        | 277,5        |
| 52    | Ернест Галієв                           | Екс-співвласник Укрсиббанку                              | ▼               | 218,7        | 85,6         |
| 53    | Едуард Прутнік                          | Міжнародний фонд «Єдиний світ»                           | -               | 217,4        | не включений |
| 54    | Ігор Єремеєв                            | Група «Континіум»                                        | ▲               | 214,5        | 211,8        |
| 55    | Степан Івахів                           | Група «Континіум»                                        | ▲               | 208,4        | 205,8        |
| 56    | Яків Грибов                             | Nemiroff Холдинг                                         | ▲               | 206,9        | 199,7        |
| 57    | Степан та Олександром Глусем            | Nemiroff Холдинг                                         | ▲               | 206,9        | 199,7        |
| 58    | Володимир та Гліб Загорій               | ЗАТ «Дарниця»                                            | ▲▼              | 199,2        | 215          |
| 59    | Віктор Кононенко                        | «Світ електроніки»                                       | -               | 193,5        | не включений |
| 60    | Валентин Ландік                         | Група «Норд»                                             | ▼               | 179,9        | 195,3        |
| 61    | Віктор Тополов                          | KDD Group                                                | ▲               | 175,4        | 76,6         |
| 62    | Олександр Деркач                        | «Молочний альянс»                                        | ▼               | 171,3        | 192,3        |
| 63    | Євген Уткін                             | Kvazar-Micro Securities                                  | -               | 167,9        | не включений |
| 64    | Віталій Цехмістренко                    | Група «Райз»                                             | ▲               | 165,5        | 96,2         |
| 65    | Вадим Єрмолаєв                          | Корпорація «Алеф»                                        | ▲               | 144,1        | 73,2         |
| 66    | Віктор Медведчук                        | МАК «БІ.АЙ.ЕМ»                                           | ▲               | 138,3        | 120,6        |
| 67    | Сергій Цюпко                            | Київський ювелірний завод                                | ▲               | 137,1        | 72,3         |
| 68    | Віталій Сацький                         | «Запоріжсталь»                                           | -               | 135,3        | не включений |
| 69    | Микола Толмачов                         | Компанія «ТММ»                                           | ▲               | 130,9        | 82,8         |
| 70    | Олександр Савчук                        | «Азовмаш»                                                | ▲               | 126,1        | 82,4         |
| 71    | Юрій Журавльов                          | «Агротон»                                                | -               | 126,0        | не включений |
| 72    | Микола Лагун                            | Дельта Банк                                              | ▲               | 118,2        | 33,4         |
| 73    | Валерій Коротков                        | «Астарта»                                                | ▲               | 118,1        | 58,9         |
| 74    | Анатолій Юркевич                        | «Мілкіленд»                                              | ▲               | 117,5        | 120,7        |
| 75    | Ігор Гуменюк                            | Концерн «АРС»                                            | ▼               | 115,4        | 93,3         |
| 76    | Данило і Михайло Кірілкевічі            | Dakor Argo Holding                                       | ▼               | 114,4        | 58,2         |
| 77    | Філя Жебровська                         | «Фармак»                                                 | ▼               | 113,9        | 118,7        |
| 78    | Сергій Чернишов                         | СК «Лемма»                                               | -               | 110,2        | не включений |
| 79    | Віктор Іванчик                          | «Астарта»                                                | ▲               | 109,0        | 58,9         |
| 80    | Сергій Хрипков                          | Група «Караван»                                          | -               | 106,7        | не включений |
| 81    | Андрій Гордієнко                        | Група «Караван»                                          | -               | 106,7        | не включений |
| 82    | Владислав Дрегер                        | Зуєвський енергомеханічний завод                         | ▲               | 106,3        | 70           |
| 83    | Олександр Мартинов                      | Rainford                                                 | ▼               | 102,9        | 109,9        |
| 84    | Леонід Клімов                           | Група «Примор'я»                                         | ▲               | 99,2         | 64,6         |
| 85    | Володимир та Вадим Трофименко           | «НЕСТ»                                                   | ▲               | 98,9         | 55,8         |
| 86    | Володимир Константинов                  | Корпорація «Укрросбуд»                                   | -               | 96,4         | не включений |
| 87    | Іван Аврамов                            | «Донбасхолдинг»                                          | ▲               | 95,9         | 65,3         |
| 88    | Дмитро Волошко                          | «Молочний альянс»                                        | ▼               | 94,9         | 109          |
| 89    | Павло Климець                           | ОЛІМП                                                    | -               | 93,3         | не включений |
| 90    | Володимир Костельман                    | Fozzy Group                                              | ▼               | 89,1         | 92,4         |
| 91    | Ігор Беззуб                             | ВТ Invest                                                | ▼               | 84,8         | 195,1        |
| 92    | Ігор Баленко                            | «Фуршет»                                                 | ▼               | 83,9         | 99           |
| 93    | Валерій Кравець                         | Концерн «АВК»                                            | ▼               | 83,3         | 105,8        |
| 94    | Володимир Авраменко                     | Концерн «АВК»                                            | ▼               | 83,3         | 105,8        |
| 95    | Алекс Ровт                              | IBE Trade Corp.                                          | ▲               | 80,6         | 65,8         |
| 96    | Борис Петров                            | «Український графіт»                                     | -               | 75,8         | не включений |
| 97    | Олег Радковський                        | «Берег-Сервіс»                                           | ▲               | 75,2         | 60,1         |
| 98    | Роман Лунін                             | Retail Group                                             | ▼               | 73,3         | 101,6        |
| 99    | Олександр Єдін                          | «Інтер-Контакт»                                          | -               | 71,3         | не включений |
| 100   | Борис Шестопалов                        | «Хлібодар»                                               | ▲               | 67,7         | 60,2         |
| 101   | Юрій Родін                              | АБ «Південний»                                           | ▼               | 66,5         | 30,3         |
| 102   | Віктор Суботін                          | Мегабанк                                                 | -               | 66,3         | не включений |
| 103   | Василь Поляков                          | Група компаній «АІС»                                     | ▼               | 61,7         | 82,3         |
| 104   | Дмитро Святаш                           | Група компаній «АІС»                                     | ▼               | 61,7         | 82,3         |
| 105   | Давид Жванія                            | «Бринкфорд»                                              | ▼               | 60,4         | 43,8         |
| 106   | Олег Боярин                             | «Атолл Холдинг»                                          | ▼               | 60,2         | 85,6         |
| 107   | Павло Штутман                           | «Гідросила Груп»                                         | ▲               | 59,5         | 32,4         |
| 108   | Анатолій Гіршфельд                      | УПЕК                                                     | ▼               | 59,4         | 64,2         |
| 109   | Іван Фурсін                             | RosUkrEnergo AG                                          | ▲               | 58,8         | 55           |
| 110   | Арсен Аваков                            | АТ «Інвестор»                                            | =               | 57,5         | 57,5         |
| 111   | Олександр Пилипенко                     | Завод залізобетонних конструкцій ім. С. Ковальської      | -               | 57,4         | не включений |
| 112   | Антон Шишкін                            | MCB Agricole Holding AG                                  | ▲               | 57,1         | 41,6         |
| 113   | Олег Баришівський                       | «Аснова Холдинг»                                         | -               | 56,9         | не включений |
| 114   | Максим Сафонов                          | «Аснова Холдинг»                                         | -               | 56,9         | не включений |
| 115   | Анатолій Строган                        | «Аснова Холдинг»                                         | -               | 56,9         | не включений |
| 116   | Григорій Гуртовий                       | «АероСвіт»                                               | -               | 55,9         | не включений |
| 117   | Сергій Лойченко                         | «Метал Холдинг»                                          | ▲               | 55,7         | 49,8         |
| 118   | Олексій Вадатурський                    | «Нібулон»                                                | -               | 55,6         | не включений |
| 119   | Віктор і Денис Дзензерський             | Корпорація «Веста»                                       | -               | 55,3         | не включений |
| 120   | Володимир Шаповалов                     | «Аснова Холдинг»                                         | -               | 52,2         | не включений |
| 121   | Володимир Цой                           | Група компаній MTI                                       | -               | 47,9         | не включений |
| 122   | Олександр Меламуд                       | ТРЦ Dream Town                                           | -               | 47,6         | не включений |
| 123   | Гарі Корогодський                       | ТРЦ Dream Town                                           | -               | 47,6         | не включений |
| 124   | Борис Кауфман                           | Концерн «Оверлайн»                                       | ▼               | 45,9         | 65,5         |
| 125   | Олег Шандар                             | «Нова лінія»                                             | -               | 45,4         | не включений |
| 126   | Сергій Максимов                         | VAB Банк                                                 | ▼               | 45,0         | 62,3         |
| 127   | Олександр Грановський                   | Концерн «Оверлайн»                                       | ▼               | 43,6         | 70,8         |
| 128   | Марк Беккер                             | АБ «Південний»                                           | ▲               | 42,1         | 39,6         |
| 129   | Володимир Продивус                      | «Мостобуд»                                               | ▼               | 41,5         | 90,6         |
| 130   | Людмила Безпалько                       | Борщагівський хіміко-фармацевтичний завод                | -               | 41,1         | не включений |
| 131   | Михайло Табачник                        | Холдинг «ТіС»                                            | -               | 40,9         | не включений |
| 132   | Василь Горбаль                          | Укргазбанк                                               | ▼               | 40,7         | 65,2         |
| 133   | Сергій та Олександр Федоренко           | Цукровий союз «Укррос»                                   | ▲               | 39,6         | 22,1         |
| 134   | Оксана Єлманова                         | Група компаній FIM                                       | -               | 39,1         | не включений |
| 135   | Вадим Мороховський                      | АБ «Південний»                                           | ▲               | 38,6         | 24,1         |
| 136   | Віталій і Володимир Кличко              | K2 Promotion Ukraine                                     | -               | 38,5         | не включений |
| 137   | Ольга та Євген Куценко                  | Група компаній «Олком»                                   | -               | 38,4         | не включений |
| 138   | Іван Торський                           | Холдинг «ТКС»                                            | ▼               | 37,9         | 56,9         |
| 139   | Олексій Зінов'єв                        | «Дніпротехсервіс»                                        | ▼               | 37,8         | 38,6         |
| 140   | Володимир Вагоровський                  | «Амстор»                                                 | ▼               | 37,3         | 55           |
| 141   | Людмила Русаліна                        | Холдингова компанія «Петрус»                             | ▼               | 37,2         | 40,7         |
| 142   | Олег Дон                                | Група компаній MTI                                       | -               | 35,9         | не включений |
| 143   | Сергій Башлаков                         | Група компаній MTI                                       | -               | 35,9         | не включений |
| 144   | Сергій Сипко                            | Agrofusion                                               | ▼               | 35,1         | 43,4         |
| 145   | Валентин Ісак                           | Корпорація «Столиця»                                     | ▼               | 35,1         | 38,4         |
| 146   | Роман Чигир                             | Fozzy Group                                              | ▼               | 34,9         | 36,2         |
| 147   | Олег Сотніков                           | Fozzy Group                                              | ▼               | 34,9         | 36,2         |
| 148   | Алла і Левон Ванецьянц                  | АБ «Південний»                                           | -               | 33,2         | не включений |
| 149   | Олександр Лещинський                    | Азовська продовольча компанія                            | ▲               | 33,1         | 32,2         |
| 150   | Сергій Григорович                       | GSC Game World                                           | -               | 32,8         | не включений |
| 151   | Олександр Лойфенфельд                   | АБ «Синтез»                                              | ▲               | 32,6         | 30,7         |
| 152   | Олександр Табалов                       | «Формула смаку»                                          | ▲               | 31,8         | 23,4         |
| 153   | Валерій Мошенський                      | «Планета-Буд»                                            | ▼               | 31,7         | 56,4         |
| 154   | Олександр Буцко                         | ЗАТ «Комінмет»                                           | -               | 31,7         | не включений |
| 155   | Володимир Мисик                         | «Кулиничівський хлібозавод»                              | ▲               | 30,6         | 27,2         |
| 156   | Тарас Барщовський                       | Українська сокова компанія                               | -               | 30,1         | не включений |
| 157   | Геннадій Буткевич                       | «АТБ-Маркет»                                             | ▼               | 29,7         | 57,8         |
| 158   | Віктор Карачун                          | «АТБ-Маркет»                                             | ▼               | 29,7         | 57,8         |
| 159   | Євген Єрмаков                           | «АТБ-Маркет»                                             | ▼               | 29,7         | 57,8         |
| 160   | Геннадій Виходцев                       | «Фокстрот»                                               | ▼               | 29,4         | 53           |
| 161   | Валерій Маковецький                     | «Фокстрот»                                               | ▼               | 29,4         | 53           |
| 162   | Олександр та Костянтин Некрасова        | АКБ «Полтава-банк»                                       | -               | 29,3         | не включений |
| 163   | Микола Солдатенко                       | АК «Солдатенко, Ситнюк і партнери»                       | -               | 29,1         | не включений |
| 164   | Олександр Третьяков                     | «РУР Груп С. А.»                                         | ▲               | 28,8         | 28,1         |
| 165   | Ігор Андрєєв                            | ЗАТ «Геркулес»                                           | -               | 28,5         | не включений |
| 166   | Володимир Колодюк                       | Unitrade Group                                           | ▼               | 26,2         | 67,6         |
| 167   | Віктор Петренко                         | «Атолл Холдинг»                                          | ▼               | 25,7         | 36,7         |
| 168   | Андрій Король                           | ЗАТ «Галичина»                                           | -               | 25,2         | не включений |
| 169   | Сергій Гиба                             | ЗАТ «Галичина»                                           | -               | 25,2         | не включений |
| 170   | Юрій Ложкін                             | ЗАТ «Галичина»                                           | -               | 25,2         | не включений |
| 171   | Олександр Глімбовський                  | Група компаній «Альтіс-Холдинг»                          | ▼               | 24,6         | 41,4         |
| 172   | В'ячеслав та Олександр Супруненко       | Укренергобуд                                             | -               | 23,2         | не включений |
| 173   | Михайло і Оксана Кавицькі               | Helen Marlen Group                                       | -               | 22,3         | не включений |
| 174   | Олексій Савченко                        | Конверсбанк                                              | ▼               | 21,3         | 36           |
| 175   | Андрій Деркач                           | ТРК «Ера»                                                | ▼               | 21,1         | 49,7         |
| 176   | Юрій Триндюк                            | «Хлібні інвестиції»                                      | ▼               | 20,7         | 35,9         |
| 177   | Станіслав Віленський                    | «Алеф»                                                   | -               | 19,6         | не включений |
| 178   | Анатолій Безух                          | «Євразія Трейдінг»                                       | ▼               | 19,4         | 30,4         |
| 179   | Ігор і Вікторія Шарови                  | «Євразія Трейдінг»                                       | ▼               | 19,4         | 30,4         |
| 180   | Петро Рудь                              | ВАТ «Житомирський маслозавод»                            | -               | 19,3         | не включений |
| 181   | Ілля Кошкін                             | Компанія «Восток»                                        | ▼               | 18,8         | 33,8         |
| 182   | Віктор та Андрій Веретенникова          | ВАТ «Комбінат Придніпровський»                           | ▼               | 18,1         | 26,2         |
| 183   | Володимир Скубенко                      | Корпорація «Радон»                                       | -               | 17,6         | не включений |
| 184   | Олександр Кардаков                      | Група «Октава»                                           | ▼               | 16,2         | 61,2         |
| 185   | Олег Рябоконь                           | Приватна клініка Healthlife                              | -               | 15,7         | не включений |
| 186   | Ігор Слюнков                            | Група компаній «ЛИС»                                     | ▼               | 15,1         | 23           |
| 187   | Микола Кміть                            | IDS Group                                                | -               | 14,2         | не включений |
| 188   | Сергій Лагур                            | ТОВ «Європа-II»                                          | ▼               | 13,7         | 29,3         |
| 189   | Олександр Олійник                       | «БілоцерківМАЗ»                                          | ▼               | 13,4         | 30,6         |
| 190   | Сергій Єршов                            | Компанія «Фомальгаут»                                    | ▼               | 13,3         | 21,4         |
| 191   | Олег Левін                              | Дніпропетровський стрілочний завод                       | ▼               | 13,2         | 37,2         |
| 192   | Сергій Скуртов                          | Корпорація «Інком»                                       | ▼               | 12,4         | 26,4         |
| 193   | Лев Парцхаладзе                         | Компанія «XXI Століття»                                  | ▼               | 11,6         | 37,1         |
| 194   | Нвер Мхітарян                           | Корпорація «Познякижилбуд»                               | ▼               | 11,4         | 31,2         |
| 195   | Юрій Шпірт                              | Arber Group                                              | -               | 10,8         | не включений |
| 196   | Ігор Балабанов                          | «БІС Холдинг»                                            | ▼               | 10,7         | 20,7         |
| 197   | Олександр Сосіс                         | Страхова група «АСКА»                                    | -               | 10,5         | не включений |
| 198   | Юрій Гаткін                             | «Брокард Україна»                                        | -               | 10,2         | не включений |
| 199   | Володимир Слабовський                   | Холдинг «ТіС»                                            | -               | 10,1         | не включений |
| 200   | Мартін Котляревський                    | Корпорація «Українські мінеральні води»                  | -               | 10,0         | не включений |

## Версія ЖурналуКорреспондент[9][10][11]

### Цікаві факти
- Це вже п'ятий список Кореспондента. Обрахунок найзаможніших українців ведеться журналом Кореспондент з 2006 року; тоді він складався з 30 дійових осіб, а вже у 2007-му з 50ти, а з 2010-го зі 100 учасників.
- Зі списку, у порівнянні з минулим роком, випали кілька осіб. Наприклад - Андрій Охлопков, власник горілчаної компанії Союз Віктан.
- Декілька мільйонерів, у порівнянні з минулим роком, втратила значну частку свого статку. Наприклад, Сергій Тарута, Олег Мкртчан та Віталій Гайдук, що володіють ФПГ Індустріальний Союз Донбасу.
- Фінансово-промислова група Приват потроїла свій капітал. За групою, до якої входять Ігор Коломойський, Геннадій Боголюбов та Олексій Мартинов - рекорд України за темпами зростання вартості активів.
- Сенсація року - Олексій Вадатурський. Його агрохолдинг Нібулон оцінений у суму понад $ 1 млрд. Він не просто найбагатший зернотрейдер країни, але й найактивніший інвестор галузі навіть у період кризи.
- Практично всі активи в агробізнесі за час світового фінансового колапсу суттєво подорожчали. Сільське господарство України перетворюється на локомотив вітчизняної економіки.
- Поріг входження до числа 100 найбагатших українців безпрецедентно низький - $ 25 млн.
- Партія регіонів залишається найзаможнішою суспільно-політичною організацією. 17 людей зі списку ТОП-100 мають партквитки регіоналів.
- Друга за заможністю - політична команда Юлії Тимошенко. У рейтинг від БЮТ увійшло - 12 мультимільйонерів.
- Вперше в історії світового капіталізму в списку найбагатших людей країни виявився шеф спецслужби. У даному випадку - голова Служби безпеки України Валерій Хорошковський.
- Незважаючи на те, що активи російського бізнесу подорожчали на третину, до капіталу Ріната Ахметова жоден бізнесмен з Росії не підійшов ближче, ніж на відстань $ 2 млрд

### Методика оцінювання
Щорічний рейтинг Корреспондента лягає в основу інших оцінок статків найбагатших українців. Розрахунки для журналу проводять фінансові фахівці інвестиційної компанії Dragon Capital згідно із затвердженою в ній системою оцінки активів на основі ринкової капіталізації підприємств та методу порівняльних оцінок. Корреспондент також зв'язується з кожним потенційним кандидатом на потрапляння до рейтингу для уточнення списку його активів.

### Рейтинг 100 найзаможніших Українців
| #   | Ім'я                                   | $ млн у 2010 | $ млн у 2009 | Сфера діяльності | Основні активи, держпосада |
| 1   | Рінат Ахметов                          | 17 800       |              |                  |                            |
| 2   | Ігор Коломойський                      | 6 500        |              |                  |                            |
| 3   | Геннадій Боголюбов                     | 6 300        |              |                  |                            |
| 4   | Віктор Пінчук                          | 3 100        |              |                  |                            |
| 5   | Костянтин Жеваго                       | 2 400        |              |                  |                            |
| 6   | Віктор Нусенкіс                        | 2 300        |              |                  |                            |
| 7   | Олексій Мартинов                       | 2 100        |              |                  |                            |
| 8   | Віталій Гайдук                         | 1 480        |              |                  |                            |
| 9   | Юрій Косюк                             | 1 300        |              |                  |                            |
| 10  | Олексій Вадатурський                   | 1 100        |              |                  |                            |
| 11  | Сергій Тарута                          | 1 060        |              |                  |                            |
| 12  | Олег Мкртчан                           | 1 060        |              |                  |                            |
| 13  | Андрій Веревський                      | 987          |              |                  |                            |
| 14  | Валерій Хорошковський                  | 804          |              |                  |                            |
| 15  | Олександр Ярославський                 | 797          |              |                  |                            |
| 16  | Леонід Черновецький                    | 776          |              |                  |                            |
| 17  | Євген Сігал                            | 712          |              |                  |                            |
| 18  | Олег Бахматюк                          | 700          |              |                  |                            |
| 19  | Георгій Скудар                         | 670          |              |                  |                            |
| 20  | Володимир Бойко                        | 589          |              |                  |                            |
| 21  | Сергій Тігіпко                         | 566          |              |                  |                            |
| 22  | Іван Гута                              | 519          |              |                  |                            |
| 23  | Валентин Ісак                          | 499          |              |                  |                            |
| 24  | Анатолій Юркевич                       | 469          |              |                  |                            |
| 25  | В'ячеслав Богуслаєв                    | 453          |              |                  |                            |
| 26  | Ольга Нечитайло-Ріджок                 | 411          |              |                  |                            |
| 27  | Олександр Герега                       | 400          |              |                  |                            |
| 28  | Таріел Васадзе                         | 390          |              |                  |                            |
| 29  | Петро Порошенко                        | 384          |              |                  |                            |
| 30  | Ігор Дворецький                        | 372          |              |                  |                            |
| 31  | Едуард Шифрін                          | 368          |              |                  |                            |
| 32  | Микола Толмачов                        | 358          |              |                  |                            |
| 33  | Дмитро Фірташ                          | 354          |              |                  |                            |
| 34  | Артур Абдінов                          | 353          |              |                  |                            |
| 35  | Василь Хмельницький                    | 340          |              |                  |                            |
| 36  | Григорій Суркіс, Ігор Суркіс           | 314          |              |                  |                            |
| 37  | Євген Черняк                           | 306          |              |                  |                            |
| 38  | Віталій Антонов                        | 302          |              |                  |                            |
| 39  | Володимир Загорій                      | 297          |              |                  |                            |
| 40  | Олександр Кардаков                     | 276          |              |                  |                            |
| 41  | Вадим Єрмолаєв                         | 266          |              |                  |                            |
| 42  | Сергій Буряк, Олександр Буряк          | 261          |              |                  |                            |
| 43  | Микола Янковський                      | 259          |              |                  |                            |
| 44  | Філя Жебровська                        | 257          |              |                  |                            |
| 45  | Ігор Єремєєв                           | 249          |              |                  |                            |
| 46  | Степан Івахів                          | 249          |              |                  |                            |
| 47  | Володимир Константинов                 | 246          |              |                  |                            |
| 48  | Борис Колесников                       | 231          |              |                  |                            |
| 49  | Олександр Фельдман                     | 215          |              |                  |                            |
| 50  | Віктор Іванчик                         | 203          |              |                  |                            |
| 51  | Антон Пригодський                      | 198          |              |                  |                            |
| 52  | Володимир Трофименко                   | 196          |              |                  |                            |
| 53  | Олександр Савчук                       | 176          |              |                  |                            |
| 54  | Андрій Іванов                          | 170          |              |                  |                            |
| 55  | Ігор Баленко                           | 150          |              |                  |                            |
| 56  | Сергій Кий                             | 138          |              |                  |                            |
| 57  | Юрій Журавльов                         | 127          |              |                  |                            |
| 58  | Яків Грибов                            | 125          |              |                  |                            |
| 59  | Юрій Родін                             | 124          |              |                  |                            |
| 60  | Ромен Лунін                            | 123          |              |                  |                            |
| 61  | Валентин Ландик                        | 104          |              |                  |                            |
| 62  | Віталій Цехмістренко                   | 102          |              |                  |                            |
| 63  | Володимир Костельман                   | 101          |              |                  |                            |
| 64  | Андрій і Сергій Клюєви                 | 100          |              |                  |                            |
| 65  | Анатолій Кіпіш                         | 88.5         |              |                  |                            |
| 66  | Степан Глусь                           | 88.5         |              |                  |                            |
| 67  | Микола Лагун                           | 87           |              |                  |                            |
| 68  | Олег Шандар                            | 85           |              |                  |                            |
| 69  | Марк Беккер                            | 80           |              |                  |                            |
| 70  | Владислав Дрегер                       | 79           |              |                  |                            |
| 71  | Віктор Суботін                         | 69           |              |                  |                            |
| 72  | Павло Климець                          | 65           |              |                  |                            |
| 73  | Сергій Чернишов                        | 63           |              |                  |                            |
| 74  | Данило і Михайло Корилкевичі           | 62           |              |                  |                            |
| 75  | Геннадій Буткевич                      | 57           |              |                  |                            |
| 76  | Євген Єрмаков                          | 57           |              |                  |                            |
| 77  | Віктор Карачун                         | 57           |              |                  |                            |
| 78  | Анатолій Гіршфельд                     | 55           |              |                  |                            |
| 79  | Леонід Клімов                          | 53           |              |                  |                            |
| 80  | Ігор Гуменюк                           | 50           |              |                  |                            |
| 81  | Федір Шпиг                             | 48           |              |                  |                            |
| 82  | Олександр Деркач                       | 48           |              |                  |                            |
| 83  | Олександр Роднянський                  | 47           |              |                  |                            |
| 84  | Олег Сотников                          | 45           |              |                  |                            |
| 85  | Роман Чигир                            | 45           |              |                  |                            |
| 86  | Олександр і В'ячеслав Константиновські | 44           |              |                  |                            |
| 87  | Євген Уткін                            | 43           |              |                  |                            |
| 88  | Володимир Шаповалов                    | 41           |              |                  |                            |
| 89  | Анатолій Строган                       | 40           |              |                  |                            |
| 90  | Богдан Губський                        | 40           |              |                  |                            |
| 91  | Максим Сафонов                         | 40           |              |                  |                            |
| 92  | Олег Баришівський                      | 40           |              |                  |                            |
| 93  | Олександр Єдін                         | 39           |              |                  |                            |
| 94  | Володимир Колодюк                      | 36           |              |                  |                            |
| 95  | Олександр Слободян                     | 34           |              |                  |                            |
| 96  | Василь Горбаль                         | 33           |              |                  |                            |
| 97  | Василь Поляков                         | 32           |              |                  |                            |
| 98  | Дмитро Святаш                          | 32           |              |                  |                            |
| 100 | Оксана Єлманова                        | 30           |              |                  |                            |